# Throb Throb
Throb Throb è il primo album della band post-hardcore Naked Raygun. È considerato come un album molto innovativo, che segna il passaggio dall'hardcore punk dell'inizio degli anni ottanta al post-hardcore e che con le sue influenze melodiche pone anche le basi per la prima ondata dell'emo.

## Tracce
1. Rat Patrol (2:11 Haggerty)
2. Surf Combat (1:16 Gonzalez)
3. Gear (2:49 Pezzati)
4. Metastasis (2:24 Gonzalez)
5. Leeches (3:14)
6. Roller Queen (3:06 Haggerty, Pezzati)
7. On (0:30 Haggerty, Pezzati)
8. I Don't Know (3:29 Haggerty, Pezzati)
9. Libido (3:25 Pezzati)
10. No Sex (1:50 Pezzati)
11. Only in America (2:04)
12. Stupid (1:11)
13. Managua (2.13)
14. Libido (2:24)

## Formazione
- Jeff Pezzati - voce
- John Haggerty - chitarra, sassofono
- Camilo Gonzalez - basso
- Jim Colao - batteria